# Ghana Army
Il Ghana Army (GA) è la principale arma militare organizzativa della guerra terrestre delle Ghana Armed Forces (GAF). Nel 1959, due anni dopo l'indipendenza della Costa d'Oro ottenuta come Ghana, il Gold Coast Regiment venne ritirato dalla Royal West African Frontier Force, e costituì la base per il nuovo esercito ghanese. Insieme con la Ghana Air Force (GHF) e la Ghana Navy (GN), il Ghana Army (GA) costituisce le Ghana Armed Forces (GAF), controllate dal Ministero della Difesa ghanese (MoD) e dalla Sede Centrale della Difesa, entrambi situati nella Grande Accra.

## Storia
La struttura di comando per le forze dell'esercito in Ghana originariamente derivava dal West Africa Command del British Army. Il tenente generale Lashmer Whistler fu il penultimo comandante che tenne il comando dal 1951 al 1953. Il ten. gen. Sir Otway Herbert, che lasciò il West Africa Command nel 1955, fu l'ultimo comandante. Il comando venne sciolto il 1º luglio 1956.
Nel 1957, il Ghana Army consisteva nel suo quartier generale, nei servizi di supporto, in tre battaglioni di fanteria e in uno squadrone di ricognizione
con autoblindo. La forza totale era di circa 5.700 uomini. Parzialmente, a causa di un eccesso dell'offerta degli ufficiali britannici dopo la fine della seconda guerra mondiale, solo il 12% del corpo degli ufficiali in Ghana, 29 ufficiali su un totale di 209 in tutto, erano ghanesi all'indipendenza. Sotto il maggiore generale Alexander Paley, c'erano quasi 200 ufficiali britannici e 230 warrant officer e sottufficiali distaccati in tutto l'esercito del Ghana.

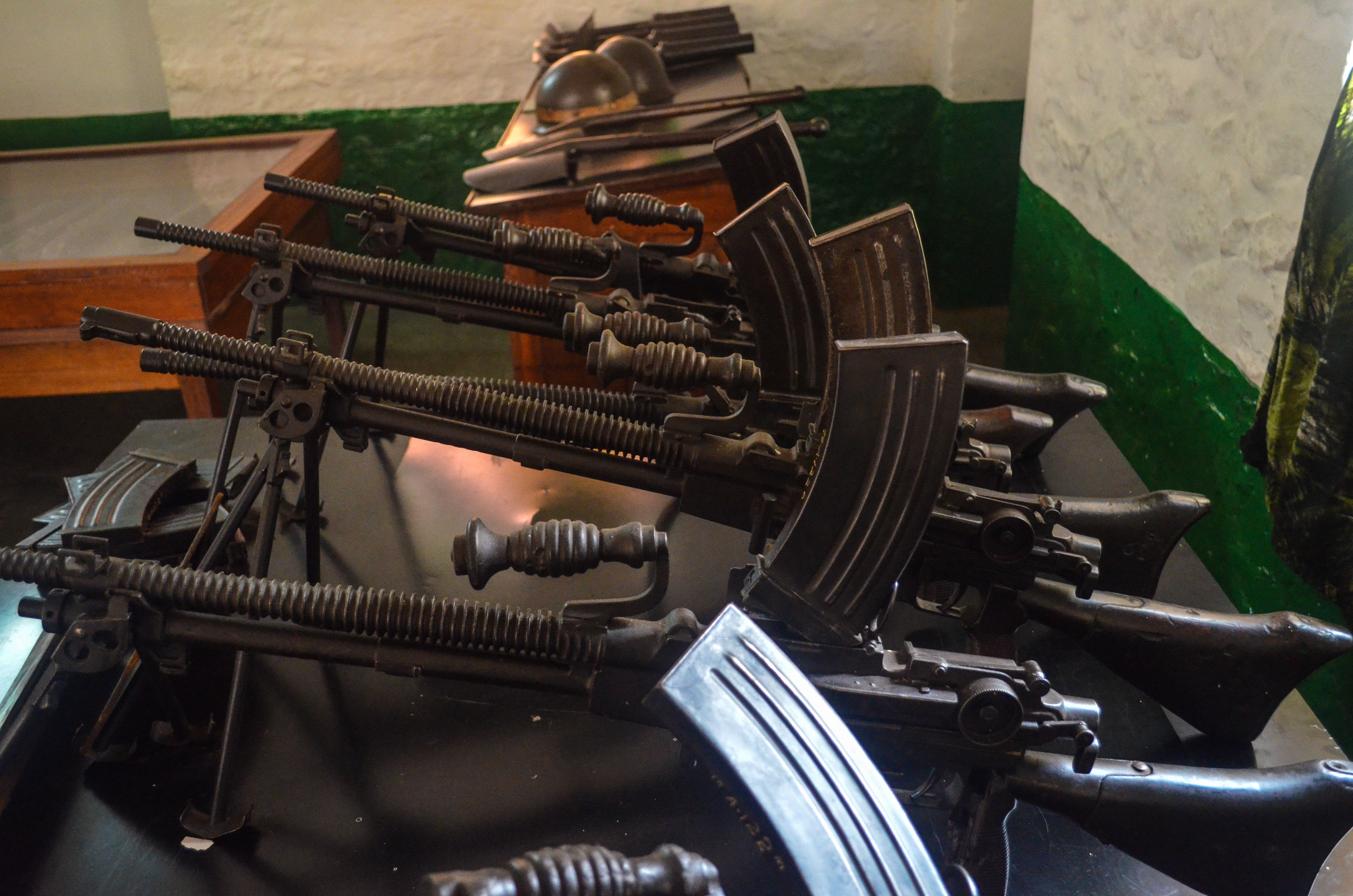
Trofei presi dalle truppe della Gold Coast alle forze giapponesi in Birmania durante la seconda guerra mondiale

Il primo ministro del Ghana, Kwame Nkrumah, desiderava espandere ed africanizzare rapidamente l'esercito per sostenere le sue ambizioni panafricane e anticoloniali. Nel 1961 vennero istituiti il 4º ed il 5º battaglione e nel 1964 il 6º battaglione, da un'unità di paracadutisti originariamente costituita nel 1963. Il 2º Gruppo di brigate di fanteria venne istituito nel 1961 per comandare i due battaglioni arruolati quell'anno. Tuttavia, il 3º Battaglione venne sciolto nel febbraio 1961, dopo un ammutinamento dell'agosto 1960 mentre serviva nell'Operation des Nations Unies au Congo a Tshikapa nella Repubblica Democratica del Congo. Il passaggio da ufficiali britannici a ghanesi significava un improvviso abbassamento del livello d'esperienza.
L'ufficiale del Ghana comandante del 3º Battaglione, il tenente colonnello David Hansen, aveva sulla nomina a comandante di battaglione solo sette anni di esperienza militare, rispetto ai più normali venti anni di esperienza per comandanti di battaglione negli eserciti occidentali. Egli venne duramente picchiato dalle sue truppe durante l'ammutinamento. Il 4º Battaglione venne arruolato sotto un comandante britannico, il tenente colonnello Douglas Cairns, dalla singola compagnia del 3º Battaglione che non si era ammutinata.La pianificazione britannica iniziale di Paley prima della sua partenza nel 1959 prevedeva il ritiro di tutti gli ufficiali britannici entro il 1970. Sotto la pressione di Nkrumah, il successore di Paley, il maggiore generale Henry Alexander, rivide i piani, affinché tutto il personale britannico partisse entro il 1962. Nel settembre 1961, Alexander e tutti gli altri ufficiali britannici e uomini che prestavano servizio con le forze armate del Ghana vennero bruscamente dimessi. Nkrumah era deciso a creare forze armate interamente ghanesi, dopo alcuni anni di promozione accelerata del personale ghanese.

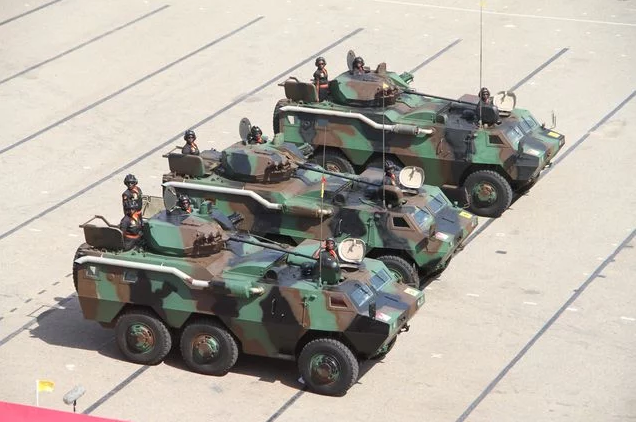
Veicoli trasporto truppe WZ-523 ghanesi in parata.

Simon Baynham afferma che "il caos all'ingrosso che sicuramente deve essere derivato dalla semplice espulsione del contratto espatriato e degli ufficiali distaccati è stato evitato dall'arrivo di tecnici militari e ufficiali di addestramento canadesi". Team canadesi di addestramento del personale vennero assegnati all'Accademia Militare (1961-1968), all'Ospedale Militare, come ufficiali d'addestramento di brigata (1961-1968), all'Aeronautica, e più tardi al Ministero della Difesa (1963-1968), al quartier generale del Ghana Army (1963-1968) e alla Scuola Aviotrasportata.
I problemi peggiorarono ulteriormente dopo il colpo di stato che depose Nkrumah. Nel mese di luglio del 1967, il colonnello canadese James Bond, l'addetto militare canadese, chiese di scrivere un rapporto su come il Canada avrebbe potuto assistere ulteriormente le forze armate del Ghana, James Bond scrisse che "durante il 1966 la preoccupazione degli [...] alti ufficiali con i loro doveri civili in quanto membri del Consiglio di Liberazione Nazionale e come amministratori regionali ha provocato un'inconsapevole negligenza del benessere dell'esercito".
Il Ghana ha contribuito con le sue forze a numerose operazioni delle Nazioni Unite e dell'ECOWAS, tra cui nei Balcani, in Afghanistan, nella Repubblica Democratica del Congo, in Libano, e in Liberia (ECOMOG e UNMIL). Il Ghana ha contribuito al peacekeeping delle Nazioni Unite nell'UNAMIR durante il genocidio ruandese. Nel suo libro Shake Hands with the Devil , il comandante canadese della forza UNAMIR Romeo Dallaire diede alto elogio ai soldati del Ghana per il loro lavoro durante il conflitto, in cui il contingente ghanese perse 3 soldati. In conformità con una dichiarazione ufficiale emessa mercoledì 22 marzo 2000 dal Segretario del Presidente, i comandanti del 1º Gruppo di brigate di fanteria a sud e del 2º Gruppo di brigate di fanteria a nord vennero nominati General Officers Commanding del Comando del Sud e del Comando del Nord del Ghana Army.

## Struttura

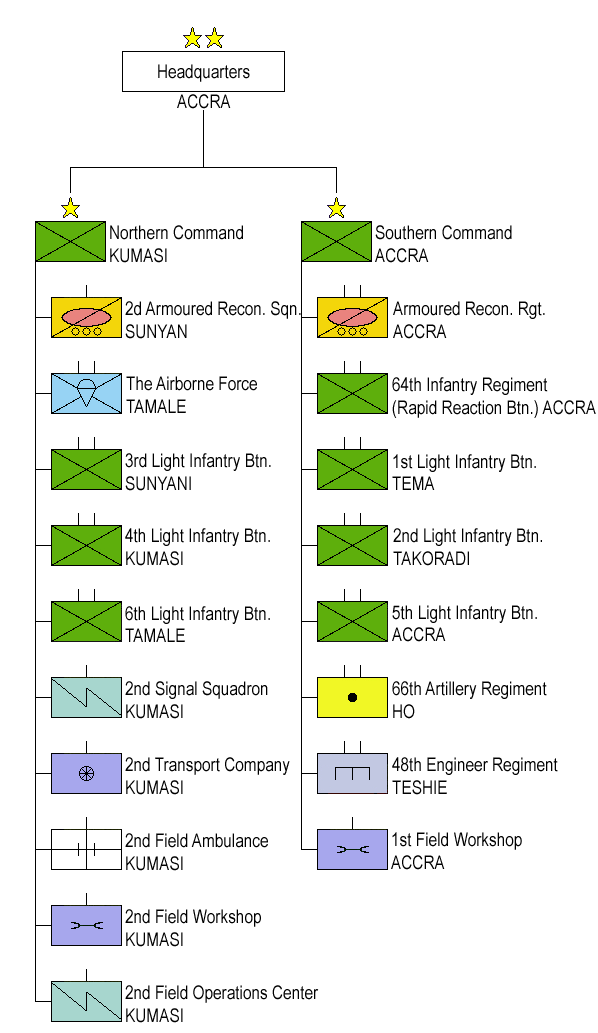
Struttura del GA (Ghana Army)

Il Ghana army è diviso in due brigate dette "comandi":
- Northern Command (Tamale)
  - 6º Battaglione, Ghana Regiment
  - 69ª Forza aerea (Una formazione delle dimensioni di una compagnia rispettivamente nelle regioni dell'Upper West e dell'Upper East).
  - 155th Armoured Recce Regiment (pianificato)
- Central Command (Kumasi)
  - 3º Battaglione, Ghana Regiment (Sunyani)
  - 4º Battaglione, Ghana Regiment (Kumasi)
  - 154º Reggimento ricognizione corazzata (Sunyani)
  - 2º Squadrone radio (Kumasi)
  - 2ª Officina da campo  (Kumasi)
  - 49º Reggimento del Genio (Kumasi)
  - 2ª Ambulanza da campo (Kumasi)
  - 2ª Compagnia trasporti (Kumasi)
  - 2° Centro operazioni da campagna (Kumasi)
- Southern Command (Accra)
  - 1º Battaglione, Ghana Regiment (Tema)
  - 2º Battaglione, Ghana Regiment (Takoradi)
  - 5º Battaglione, Ghana Regiment (Accra)
  - 64th Infantry Regiment (Accra)
  - 153º Reggimento ricognizione corazzata (Accra)
  - 66º Reggimento d'artiglieria (Ho)
  - 48º Reggimento del Genio (Teshie)
  - 1ª Officina da campo (Accra)
  - 1º Battaglione motorizzato trasporti (Accra)

## Equipaggiamento

### Armi piccole
| Nome              | Origine                      | Note                                           | Immagini |
| ----------------- | ---------------------------- | ---------------------------------------------- | -------- |
| Browning Hi-Power | Stati Uniti Belgio           | Arma da fuoco semi-automatica                  |          |
| AK-47             | Unione Sovietica             | Fucile d'assalto, usato dalle guardie d'onore. |          |
| Type 81           | Cina                         | Fucile d'assalto                               |          |
| CAR-15            | Stati Uniti                  | Carabina, usata dai paracadutisti.             |          |
| M16A2             | Stati Uniti                  | Fucile standard.                               |          |
| M4                | Stati Uniti                  | Usato dai paracadutisti.                       |          |
| HK G3             | Germania Ovest               | Fucile da battaglia                            |          |
| FN FAL            | Belgio                       | Fucile da battaglia                            |          |
| MP5               | Germania Ovest               | Mitra                                          |          |
| Sterling          | Regno Unito                  | Mitra                                          |          |
| FN MAG            | Belgio                       | Mitragliatrice ad uso generale                 |          |
| Rheinmetall MG 3  | Germania Ovest               | Mitragliatrice ad uso generale                 |          |
| M60               | Stati Uniti                  | Mitragliatrice ad uso generale                 |          |
| Bren              | Cecoslovacchia e Regno Unito | Mitragliatrice leggera                         |          |
| DShK              | Unione Sovietica             | Mitragliatrice pesante                         |          |
| M2 Browning       | Stati Uniti                  | Mitragliatrice pesante                         |          |
| 9K32 Strela-2     | Unione Sovietica             | MANPADS                                        |          |
| Carl Gustav       | Svezia                       | Cannone senza rinculo anticarro                |          |

### Artiglieria
| Nome                | Tipo                                     | Origine          | Calibro | Numeri  |
| ------------------- | ---------------------------------------- | ---------------- | ------- | ------- |
| Tampella 120 Krh/40 | Mortaio                                  | Finlandia        | 120mm   | 28      |
| D-30                | Obice                                    | Unione Sovietica | 122mm   | 6       |
| Type 63             | Lanciarazzi multiplo                     | Cina             | 106.7mm | incerto |
| Type 81             | Lanciarazzi semovente                    | Cina             | 122mm   | 3       |
| ZU-23-2             | Cannone automatico a due canne antiaereo | Unione Sovietica | 23mm    | 4       |
| ZPU 2 e 4           | Cannone antiaereo                        | Unione Sovietica | 14.5mm  | 4       |

### Mezzi corazzati da combattimento
| Nome                 | Tipo                                    | Origine             | Numeri                                                                                    |
| -------------------- | --------------------------------------- | ------------------- | ----------------------------------------------------------------------------------------- |
| Casspir              | MRAP                                    | Sudafrica           | 4                                                                                         |
| STREIT Group Typhoon | MRAP                                    | Emirati Arabi Uniti | 50                                                                                        |
| EE-9 Cascavel        | Autoblindo                              | Brasile             | 3                                                                                         |
| Alvis Saladin        | Autoblindo                              | Regno Unito         | 15 as of 2015                                                                             |
| Alvis Tactica        | Veicolo corazzato                       | Regno Unito         | 20                                                                                        |
| Ratel                | Veicolo da combattimento della fanteria | Sudafrica           | 39                                                                                        |
| Otokar Cobra         | Veicolo da mobilità della fanteria      | Turchia             | 73 (entrambe le versioni dell'Otokar Cobra I - II)                                        |
| VBTP-MR Guarani      | Veicolo trasporto truppe                | Brasile             | 11                                                                                        |
| Mowag Piranha I      | Veicolo trasporto truppe                | Svizzera            | 63 Piranha I 4×4,6×6 and 8×8                                                              |
| ZFB-05               | Veicolo trasporto truppe                | Cina                | 48                                                                                        |
| WZ-523               | Veicolo trasporto truppe                | Cina                | 58 consegnati nel 2009-2010 4 ambulanze consegnate nel 2012 ed altre 24 versioni nel 2013 |

## Fanteria
L'esercito ghanese è costituito da tre elementi distinti di fanteria:
- Ghana Regiment – L'elemento principale dell'esercito sono sei battaglioni di fanteria leggera del Ghana Regiment. Tre battaglioni sono assegnati a ogni brigata.
- Airborne Force – L'Airborne Force (ABF) è un battaglione delle dimensioni di formazione inclusa una compagnia d'addestramento paracadutista assegnata al Northern Command.
- 64th Infantry Regiment – Il 64th Infantry Regiment è il commando addestrato della forza di reazione rapida assegnata al Southern Command (precedentemente noto come President's Own Guard Regiment).

## Supporto al combattimento

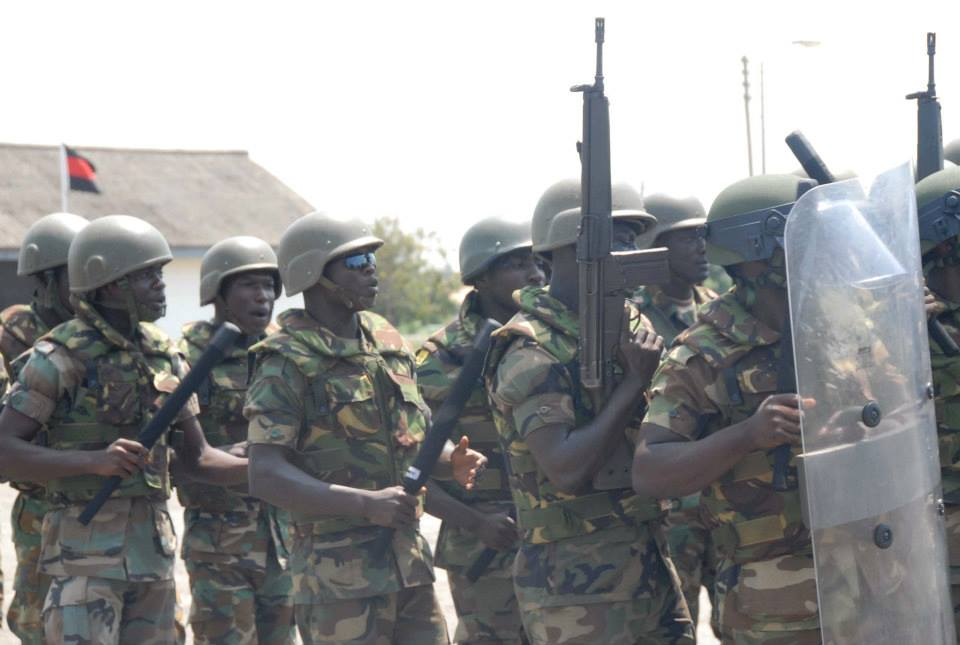
Genieri del GA assemblano un cuneo volante antisommossa

L'esercito ghanese ha un certo numero di unità designate come supporto al combattimento, comprese le sue unità corazzate, d'artiglieria, del Genio e delle comunicazioni:
- Reconnaissance Armoured Regiment
- 154th Armoured Reconnaissance Regiment (fondazione 2020)[31]
- 48th Engineer Regiment (Teshie, Regione della Grande Accra)
- 49th Engineer Regiment
- 66th Artillery Regiment (Volta Barracks, Ho; formato nel 2004 dal precedente Medium Mortar Regiment)
- Signals Regiment (Accra)
- Logistics Group

La maggior parte sono sotto il comando del Support Services Brigade Group.

## Gradi militari

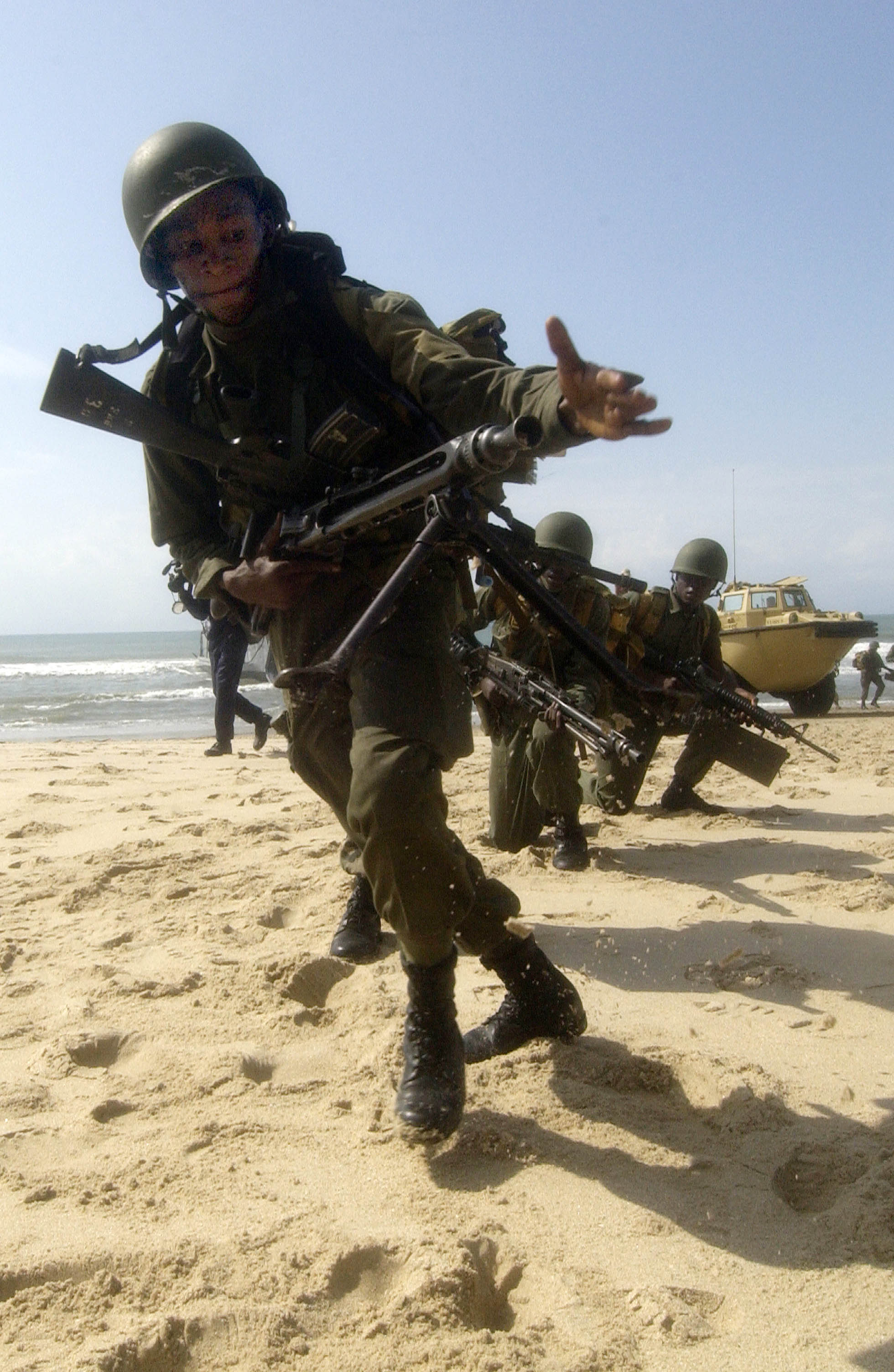
Un sergente del GA dirige le sue truppe in avanti

La struttura dei gradi del GA è simile alla struttura dei gradi dell'esercito britannico, sono disposti in ordine decrescente:
Gradi ufficiali
| Gruppo gradi         | Ufficiali generali/di bandiera | Ufficiali generali/di bandiera | Ufficiali generali/di bandiera | Ufficiali generali/di bandiera | Ufficiali generali/di bandiera | Ufficiali generali/di bandiera | Ufficiali generali/di bandiera | Ufficiali generali/di bandiera | Ufficiali generali/di bandiera | Ufficiali generali/di bandiera | Ufficiali da campo/senior | Ufficiali da campo/senior | Ufficiali da campo/senior | Ufficiali da campo/senior | Ufficiali da campo/senior | Ufficiali da campo/senior | Ufficiali junior | Ufficiali junior | Ufficiali junior | Ufficiali junior | Ufficiali junior | Ufficiali junior | Ufficiali junior | Ufficiali junior | Allievo ufficiale | Allievo ufficiale | Allievo ufficiale | Allievo ufficiale | Allievo ufficiale | Allievo ufficiale | Allievo ufficiale | Allievo ufficiale | Allievo ufficiale | Allievo ufficiale | Allievo ufficiale | Allievo ufficiale |
| -------------------- | ------------------------------ | ------------------------------ | ------------------------------ | ------------------------------ | ------------------------------ | ------------------------------ | ------------------------------ | ------------------------------ | ------------------------------ | ------------------------------ | ------------------------- | ------------------------- | ------------------------- | ------------------------- | ------------------------- | ------------------------- | ---------------- | ---------------- | ---------------- | ---------------- | ---------------- | ---------------- | ---------------- | ---------------- | ----------------- | ----------------- | ----------------- | ----------------- | ----------------- | ----------------- | ----------------- | ----------------- | ----------------- | ----------------- | ----------------- | ----------------- |
| Ghana Army           |                                |                                |                                |                                |                                |                                |                                |                                |                                |                                |                           |                           |                           |                           |                           |                           |                  |                  |                  |                  |                  |                  |                  |                  |                   |                   |                   |                   |                   |                   |                   |                   |                   |                   |                   |                   |
| Maresciallo di campo | Maresciallo di campo           | Generale                       | Generale                       | Tenente generale               | Tenente generale               | Maggior generale               | Maggior generale               | Brigadiere                     | Brigadiere                     | Colonnello                     | Colonnello                | Tenente colonnello        | Tenente colonnello        | Maggiore                  | Maggiore                  | Capitano                  | Capitano         | Tenente          | Tenente          | Tenente          | Secondo tenente  | Secondo tenente  | Secondo tenente  |                  |                   |                   |                   |                   |                   |                   |                   |                   |                   |                   |                   |                   |

Gradi arruolati
| Gruppo gradi | Sottufficiali senior            | Sottufficiali senior            | Sottufficiali senior            | Sottufficiali senior            | Sottufficiali senior            | Sottufficiali senior            | Sottufficiali senior              | Sottufficiali senior              | Sottufficiali senior | Sottufficiali senior | Sottufficiali senior | Sottufficiali senior | Sottufficiali senior | Sottufficiali senior | Sottufficiali senior | Sottufficiali senior | Sottufficiali senior | Sottufficiali senior | Sottufficiali senior | Sottufficiali senior | Sottufficiali senior | Sottufficiali senior | Sottufficiali junior | Sottufficiali junior | Sottufficiali junior | Sottufficiali junior | Sottufficiali junior | Sottufficiali junior | Arruolati                | Arruolati                | Arruolati                | Arruolati                | Arruolati                | Arruolati                | Arruolati                | Arruolati                |
| ------------ | ------------------------------- | ------------------------------- | ------------------------------- | ------------------------------- | ------------------------------- | ------------------------------- | --------------------------------- | --------------------------------- | -------------------- | -------------------- | -------------------- | -------------------- | -------------------- | -------------------- | -------------------- | -------------------- | -------------------- | -------------------- | -------------------- | -------------------- | -------------------- | -------------------- | -------------------- | -------------------- | -------------------- | -------------------- | -------------------- | -------------------- | ------------------------ | ------------------------ | ------------------------ | ------------------------ | ------------------------ | ------------------------ | ------------------------ | ------------------------ |
| Ghana Army   |                                 |                                 |                                 |                                 |                                 |                                 |                                   |                                   |                      |                      |                      |                      |                      |                      |                      |                      |                      |                      |                      |                      |                      |                      |                      |                      |                      |                      |                      |                      | Nessun'insegna           | Nessun'insegna           | Nessun'insegna           | Nessun'insegna           | Nessun'insegna           | Nessun'insegna           | Nessun'insegna           | Nessun'insegna           |
| Ghana Army   | Warrant Officer di prima classe | Warrant Officer di prima classe | Warrant Officer di prima classe | Warrant Officer di prima classe | Warrant Officer di prima classe | Warrant Officer di prima classe | Warrant Officer di seconda classe | Warrant Officer di seconda classe | Sergente scelto      | Sergente scelto      | Sergente             | Sergente             | Sergente             | Sergente             | Sergente             | Sergente             | Sergente             | Sergente             | Sergente             | Sergente             | Sergente             | Sergente             | Caporale             | Caporale             | Caporale             | Caporale             | Vice caporale        | Vice caporale        | Soldato (od equivalente) | Soldato (od equivalente) | Soldato (od equivalente) | Soldato (od equivalente) | Soldato (od equivalente) | Soldato (od equivalente) | Soldato (od equivalente) | Soldato (od equivalente) |

### Ulteriori letture
- Ten. col. Festus B. Aboagye, The Ghana Army: A Concise Contemporary Guide to its Centennial Regimental History, 1897–1999, Sedco Publishing, Accra, 1999
- William F. Gutteridge, "The Military in African Politics," Methuen, 1969